# Mars-sur-Allier
Mars-sur-Allier è un comune francese di 284 abitanti situato nel dipartimento della Nièvre nella regione della Borgogna-Franca Contea.

## Società

### Evoluzione demografica
Abitanti censiti